# 李宗泫
李宗泫（： Lee Jong Hyun，1990年5月15日—），曾為韓國4人男子樂團CNBLUE成員，擔任吉他手與副主唱。

## 早年
出生于韓國釜山市，4-8歲時因父母工作關係移居日本，分別在大阪和京都生活過，也因這樣比別人晚一年在韓國上學。因他的日語是CNBLUE中最好的，所以有日語翻譯器的外號。初中開始練習柔道，在剛開始學柔道僅6個月時就拿下了釜山柔道大賽的金牌 。2007年高中時，星探到釜山與CNBLUE同隊成員鄭容和見面時，在釜山偶遇李宗泫。後来李宗泫到首爾參加面試，被公司錄取成為練習生。

## 演藝經歷

### CNBLUE
在同一個選拔會中，只有4人成為FNC Entertainment練習生，分別為鄭容和、李宗泫、姜敏赫和Juniel。

### 2010-12：初次挑戰影視作品
首次出演音樂愛情電影木吉他：20歲之歌Acoustic，和同隊成員姜敏赫飾演尚元和海元兩兄弟。

首次挑戰SBS電視連續劇紳士的品格，飾演在日本長大，離家出走到韓國，尋找親生父親的美籍韓裔Collin Black，獲得SBS演技大賞新星獎。並演唱ost《我的愛》獲得第22屆首爾歌謠大賞OST獎。

### 2013：組成Romantic J和客串電視劇
與同公司SOLO女歌手Juniel組成FNC Entertainment首個project group：Romantic J，於2013年12月9日發行數位單曲《愛情降臨》。

客串KBS的Drama Special－青春期集成曲

### 2014：初次為非CNBLUE創作和客串網路劇
為SOLO女歌手南英珠創作出道主打歌。

客串Line TV的好日子

### 2015：首次出演電視劇男二與首次擔任綜藝節目固定嘉賓
2015年出演KBS電視連續劇橘皮馬末蘭果醬

參與KBS綜藝心動不已的印度及我們社區藝體能柔道篇，參與我們社區藝體能6集後，因CNBLUE將回歸為專心宣傳及準備後續巡演而提早下車。

### 2016：個人日本出道和初次個人演唱會
6月8日FNC JAPAN於官網公告李宗泫將於7月27日發行首張個人日文專輯《SPARKLING NIGHT》，共收錄10首歌。

8月9日至18日展開五場個人日本巡迴演唱會"LEE JONG HYUN 1st Solo Concert in Japan ～Welcome to SPARKLING NIGHT～" 吸引約18,000人參加。

12月7日發行首張個人演唱會DVD/Blu-ray《1st Solo Concert in Japan ～Welcome to SPARKLING NIGHT～ Live at Tokyo International Forum》，收錄8月18日東京場19首歌與特典影像。

12月25日於東京舉辦個人演唱會安可場《1st Solo Concert in Japan Encore Live ～Welcome to SPARKLING NIGHT～》，演唱包含cnblue日專《EUPHORIA》中新歌<Be OK>、<Blessed>共19首歌。

### 2017：睽違兩年出演電視連續劇
繼2015年演出KBS橘皮馬末蘭果醬男二後，時隔兩年再次出演電視連續劇，9月於KBS內衣少女時代飾演周英春一角。

### 2018：發行第二張日文專輯與首次出演電視劇男一
1月24日發行第二張個人日文專輯《METROPOLIS》，包含親自作詞作曲的主打歌<Starry Places>在內，共收錄9首歌。

3月首次出演OCN月火劇那個男人 吳秀第一男主角。
2018年8月7日現役入伍。

### 2019
已於2019年8月28日刪除個人Instagram帳號，並於同日晚上發表道歉聲明後隨即宣布退出CNBLUE。

## 爭議

### 2016：內幕交易被定罪
2016年6月30日，李宗泫因利用其經紀公司FNC Entertainment簽約知名藝人的內幕消息炒賣股票，經韓國檢察廳調查後證據確鑿，被處以簡略式起訴定罪，罰款2,000萬韓圜。案情指李宗泫在2015年7月16日清晨時分，接獲經紀公司高層電話通知公司已於7月15日深夜與知名藝人簽約的消息，並趁消息公佈前在7月16日股市一開盤約9:00左右即時買入1萬1,000股FNC Entertainmnent股份圖利，案中還有一名與公司內部人員相熟的朴某以同樣罪名被起訴，並因獲利3,500萬以上韓圜而被判處4,000萬韓圜罰款，另一名李姓職員則因獲利金額不多被豁免起訴。

### 鄭俊英對話群組醜聞
2019年3月14日，李宗泫因加入鄭俊英KakaoTalk對話群組，而被爆出為非法偷拍性愛影片散播8人聊天室的其中一人。SBS《8點新聞》得到相關聊天記錄，顯示極力否認的李宗泫參與色情聊天室的討論，並以極低俗字眼貶低女性，用「拿來玩」和「貨色」來放在女性身上。

而李宗泫的道歉聲明曝光後，部分CNBLUE粉絲並不領情，發起聯署表示：「李宗泫在社會上引起了爭議，嚴重損害了團體和公司的形象，他的違法行為將由警方的調查查出真相，但在粉絲多數都是女性的情況下，無法原諒他傷害CNBLUE和其他成員的形象，因此強烈要求退團」。李宗泫及其經紀公司對此視若無睹，引起粉絲強烈不滿。

### 私訊騷擾網紅醜聞
2019年8月28日，網紅朴敏貞在Instagram曝光李宗泫發給她的私信內容，截圖顯示李宗泫上周曾私信她說：「YouTube我都有好好的收看哈哈，多發點有趣的內容吧哈哈」在得不到朴的回應後，27日再次私信說：「肚子的肉很可愛呢」。由於李宗泫正在服兵役，而且在性愛影片風波後曾聲稱會深刻反省，此舉引來極大迴響，被網民大鬧死性不改。李宗泫即時刪除個人Instagram帳號，並於同日晚上發表道歉聲明後隨即宣布退出CNBLUE。

## 影視作品

### 電影
| 年份   | 電影名稱                 | 角色 | 備註                             |
| 2010年 | 木吉他：20歲之歌Acoustic | 尚元 | 與申世京、姜敏赫、任瑟雍、白珍熙 |
| 2018年 | 生きる街                 | 斗賢 | 與夏木麻里                       |

### 電視劇
| 年份   | 電視台  | 戲劇名稱                    | 角色         | 性質       |
| 2012年 | SBS     | 紳士的品格                  | Collin Black | 男配角     |
| 2013年 | KBS     | Drama Special－青春期集成曲 | 楊英雄       | 客串       |
| 2014年 | LINE TV | 好日子                      |              | 客串       |
| 2015年 | KBS     | 橘皮馬末蘭果醬              | 韓施厚       | 第二男主角 |
| 2017年 | Netflix | My Only Love Song           | 溫達         | 第一男主角 |
| 2017年 | KBS     | 內衣少女時代                | 周英春       | 第二男主角 |
| 2018年 | OCN     | 那個男人 吳秀               | 吳秀         | 第一男主角 |

### 綜藝節目
| 年份   | 日期              | 電視台 | 節目名稱                   | 集數    | 備註                                                                               |
| 2011年 | 1月15日           | MBC    | 為了美麗的她們的演唱會ICON | 不適用  | 與團員鄭容和 表演〈愛情光〉和〈Geek in the Pink〉                                  |
| 2011年 | 5月6日            | Mnet   | Director's Cut             | 不適用  |                                                                                    |
| 2011年 | 5月13日           | Mnet   | Director's Cut             | 不適用  |                                                                                    |
| 2011年 | 5月11日           | MBC    | 黃金漁場 Radio Star        | 186     | 與團員鄭容和                                                                       |
| 2011年 | 5月18日           | MBC    | 黃金漁場 Radio Star        | 187     | 與團員鄭容和                                                                       |
| 2011年 | 5月25日           | MBC    | 黃金漁場 Radio Star        | 188     | 與團員鄭容和                                                                       |
| 2011年 | 6月1日            | MBC    | 黃金漁場 Radio Star        | 189     | 與團員鄭容和                                                                       |
| 2012年 | 8月21日           | SBS    | 強心臟                     | 142     | 純情漫畫特輯                                                                       |
| 2012年 | 8月28日           | SBS    | 強心臟                     | 143     | 純情漫畫特輯                                                                       |
| 2012年 | 9月7日            | SBS    | Go Show                    | 21      | 徵選主題：〈出色的生活〉                                                           |
| 2012年 | 9月26日           | MBC    | 黃金漁場 Radio Star        | 251     |                                                                                    |
| 2013年 | 1月6日            | SBS    | Running Man                | 127     | 〈十二生肖競賽〉 「智孝女王隊」隊員（勝出隊伍）                                    |
| 2013年 | 1月20日           | SBS    | Running Man                | 129     | 〈Running運動會2013〉 「偶像隊」隊員（落敗隊伍）                                   |
| 2013年 | 2月11日           | MBC    | 偶像明星運動會             | 不適用  | 與團員李正信參與田徑、射箭項目                                                     |
| 2013年 | 2月12日           | MBC    | 盲目測試                   | 不適用  |                                                                                    |
| 2013年 | 3月24日           | SBS    | Running Man                | 138     | 〈紳士高中競賽〉 【概念來自SBS電視劇《紳士的品格》】 「戲劇部」隊員（勝出隊伍）    |
| 2014年 | 2月23日           | SBS    | Running Man                | 186     | 〈首爾文化使節團〉 「藍隊」隊員（勝出隊伍）                                        |
| 2015年 | 3月14日－8月29日  | MBC    | 我們結婚了第四季           | 131-154 | 「假想妻子」：孔昇延 名為「02夫婦」（官方） 「宣言夫婦」（華語地區普遍使用此名稱） |
| 2015年 | 4月10日－5月1日   | KBS2   | 心動不已的印度             | 1-4     | 與圭Line成員                                                                       |
| 2015年 | 10月6日－11月10日 | KBS2   | 我們小區藝體能             | 126-131 | 柔道篇                                                                             |
| 2016年 | 4月3日            | FTV    | SHARK                      | 151     | 十週年特輯                                                                         |
| 2016年 | 4月17日           | KBS2   | 超人回來了                 | 126     | 叔叔特輯；與鄭容和                                                                 |
| 2016年 | 4月24日           | KBS2   | 超人回來了                 | 127     | 叔叔特輯；與鄭容和                                                                 |
| 2016年 | 6月11日           | KBS2   | 戰鬥旅行                   | 9       | 拍攝地：澳門 與鄭俊英、崔泰俊                                                      |
| 2016年 | 6月18日           | KBS2   | 戰鬥旅行                   | 10      | 拍攝地：澳門 與鄭俊英、崔泰俊                                                      |
| 2016年 | 6月23日           | MBC    | 能力者們                   | 32      |                                                                                    |
| 2017年 | 3月5日            | MBC    | 蒙面歌王                   | 101     |                                                                                    |
| 2017年 | 3月19日           | MBC    | 蒙面歌王                   | 102     |                                                                                    |
| 2017年 | 12月1日－ 月 日   | SBS    | 叢林的法則                 | 294-    | 第四季,第34回 拍攝地：庫克群島                                                     |

## 主持
| 年份       | 日期     | 電視台  | 節目名稱               | 合作藝人                 |
| Special MC |          |         |                        |                          |
| 2013年     | 1月19日  | MBC     | Show! 音樂中心         | CNBLUE成員               |
| 2013年     | 11月7日  | SBS MTV | THE SHOW (SBS MTV節目) | Yura、惠利（Girl's Day） |
| 2013年     | 11月12日 | SBS MTV | THE SHOW (SBS MTV節目) | Yura、惠利（Girl's Day） |
| 2013年     | 12月5日  | SBS MTV | THE SHOW (SBS MTV節目) | 不適用                   |
| 2013年     | 12月12日 | SBS MTV | THE SHOW (SBS MTV節目) | 不適用                   |
| 待機室MC   |          |         |                        |                          |
| 2013年     | 1月25日  | KBS     | Music Bank             | 鄭容和 (CNBLUE)          |

## 宣傳大使
所屬樂團之共同代言，請參閱 CNBLUE
- 2015年：大韓民國社會貢獻大賞宣傳大使
- 2018年：樂天酒店宣傳大使

## 音樂創作
- 韓國音樂著作權協會編號：10001228

### CNBLUE發行作品

#### 日本獨立樂團 (2009/08/19~2011/10/18)
| 歌曲                     | 收錄專輯(發行日期)                                                  | 創作部份  |
| Never too late           | 迷你專輯《VOICE》(2009/11/25) 專輯《Thank U》(2010/03/25)           | 作曲      |
| a.ri.ga.tou.             | 專輯《Thank U》(2010/03/25)                                         | 作曲      |
| The Way part3～eclipse～ | 單曲《The Way》(2010/06/23) 專輯《392》(2011/09/01)                 | 作曲      |
| Lie                      | 單曲《I don't know why》(2010/09/16) 專輯《392》(2011/09/01)        | 作曲      |
| kimio                    | 單曲《RE-MAINTENANCE》(2011/01/09) 專輯《392》(2011/09/01)          | 作曲      |
| JAM SESSION              | DVD《CNBLUE ZEPP TOUR 2011~RE-MAINTENANCE~@ZEPP TOKYO》(2011/04/25) | 作曲      |
| Coward                   | 專輯《392》(2011/09/01)                                             | 作曲      |
| Illusion                 | 專輯《392》(2011/09/01)                                             | 作詞 作曲 |

#### 韓國出道 (2010/01/14~ )
| 歌曲                            | 收錄專輯(發行日期)                                    | 創作部份       |
| 사랑은 비를 타고 (愛在雨中)     | 專輯《FIRST STEP》(2011/03/21)                        | 作曲           |
| Lie (Korean Ver.)               | 專輯《FIRST STEP》(2011/03/21)                        | 作曲           |
| 고마워요 (謝謝)                 | 專輯《FIRST STEP》(2011/03/21)                        | 作曲           |
| 그래요 (就這樣吧)               | 改版《FIRST STEP +1(PLUS ONE) THANK YOU》(2011/04/26) | 作詞 作曲      |
| 나 그대보다 (我比你傻)          | 迷你專輯《Re:BLUE》(2013/01/14)                       | 作曲           |
| Blind Love (Korean Ver.)        | 精選輯《Present》(2013/11/26)                         | 作詞 作曲 編曲 |
| Come on (Korean Ver.)           | 精選輯《Present》(2013/11/26)                         | 作曲           |
| My Miracle (Korean Ver.)        | 精選輯《Present》(2013/11/26)                         | 作曲           |
| I Can`t Believe (Korean Ver.)   | 精選輯《Present》(2013/11/26)                         | 作詞 作曲      |
| 잠 못 드는 밤 (不眠的夜)        | 迷你專輯《Can't Stop》(2014/02/24)                    | 作詞 作曲 編曲 |
| Hero                            | 專輯《2gether》(2015/09/14)                           | 作詞 作曲      |
| Drunken Night                   | 專輯《2gether》(2015/09/14)                           | 作詞 作曲      |
| Footsteps (발자국)              | 專輯《2gether》(2015/09/14)                           | 作詞 作曲 編曲 |
| THE SEASONS                     | 迷你專輯《BLUEMING》(2016/04/04)                      | 作詞 作曲      |
| 끊지마 (Calling You) (別掛電話) | 迷你專輯《7℃N》(2017/03/20)                           | 作詞 作曲 編曲 |
| When I Was Young                | 迷你專輯《7℃N》(2017/03/20)                           | 作詞 作曲 編曲 |

#### 日本主流出道 (2011/10/19~ )
| 歌曲             | 收錄專輯(發行日期)                                                    | 創作部份       |
| Rain of Blessing | 單曲《In My Head》(2011/10/19)                                        | 作曲           |
| Get Away         | 單曲《Where you are》(2012/02/01) 專輯《CODE NAME BLUE》(2012/08/29)  | 作曲           |
| Come on          | 單曲《Come on》(2012/08/01) 專輯《CODE NAME BLUE》(2012/08/29)        | 作曲           |
| My miracle       | 單曲《Come on》(2012/08/01)                                           | 作曲           |
| No more          | 專輯《CODE NAME BLUE》(2012/08/29)                                    | 作曲           |
| These days       | 專輯《CODE NAME BLUE》(2012/08/29)                                    | 作曲           |
| Starlit Night    | 單曲《Robot》(2012/12/19) 專輯《What turns you on?》(2013/08/28)      | 作詞 作曲      |
| Blind Love       | 單曲《Blind Love》(2013/04/24) 專輯《What turns you on?》(2013/08/28) | 作詞 作曲 編曲 |
| With your eyes   | 單曲《Blind Love》(2013/04/24)                                        | 作詞 作曲      |
| Crying Out       | 專輯《What turns you on?》(2013/08/28)                                | 作詞 作曲      |
| I Can't Believe  | 專輯《What turns you on?》(2013/08/28)                                | 作詞 作曲      |
| HEART song       | 單曲《Truth》(2014/04/23)                                             | 作詞 作曲 編曲 |
| Monster          | 單曲《Go your way》(2014/08/20)                                       | 作詞 作曲      |
| Foxy             | 專輯《WAVE》 (2014/09/17)                                             | 作詞 作曲      |
| Paradise         | 專輯《WAVE》 (2014/09/17)                                             | 作詞 作曲      |
| How awesome      | 專輯《WAVE》 (2014/09/17)                                             | 作詞 作曲      |
| White            | 單曲《WHITE》(2015/04/08) 專輯《colors》(2015/09/30)                  | 作詞 作曲      |
| IRONY            | 單曲《WHITE》(2015/04/08) 專輯《colors》(2015/09/30)                  | 作詞 作曲      |
| Lucid dream      | 專輯《colors》(2015/09/30)                                            | 作詞 作曲      |
| Be my love       | 單曲《Puzzle》(2016/05/11)                                            | 作詞 作曲      |
| Be OK            | 專輯《EUPHORIA》(2016/10/19)                                          | 作詞 作曲      |
| Every time       | 專輯《EUPHORIA》(2016/10/19)                                          | 作詞 作曲      |
| Slaves           | 專輯《EUPHORIA》(2016/10/19)                                          | 作詞 作曲      |
| Blessed          | 專輯《EUPHORIA》(2016/10/19)                                          | 作詞 作曲      |
| SHAKE            | 單曲《SHAKE》(2017/05/10)                                             | 作曲           |
| Was So Perfect   | 單曲《SHAKE》(2017/05/10)                                             | 作詞 作曲 編曲 |

### Romantic J發行作品
| 歌曲                   | 收錄專輯(發行日期)                  | 創作部份 |
| 사랑이 내려 (愛情降臨) | 數位專輯《사랑이 내려》(2013/12/09) | 作曲     |

### 李宗泫個人發行作品

#### 日本Solo出道 (2016/07/27~ )
| 歌曲             | 收錄專輯(發行日期)                  | 創作部份  |
| SHINE DROP       | 專輯《SPARKLING NIGHT》(2016/07/27) | 作詞      |
| Pina Colada      | 專輯《SPARKLING NIGHT》(2016/07/27) | 作詞      |
| Moonlight Swing  | 專輯《SPARKLING NIGHT》(2016/07/27) | 作詞      |
| Smile            | 專輯《SPARKLING NIGHT》(2016/07/27) | 作詞      |
| I just need a... | 專輯《SPARKLING NIGHT》(2016/07/27) | 作詞 作曲 |
| Nothing          | 專輯《SPARKLING NIGHT》(2016/07/27) | 作詞 作曲 |
| Hate you         | 專輯《SPARKLING NIGHT》(2016/07/27) | 作詞 作曲 |
| Call Me          | 專輯《SPARKLING NIGHT》(2016/07/27) | 作詞      |
| Show Me More     | 專輯《SPARKLING NIGHT》(2016/07/27) | 作詞 作曲 |

### 其他作品
| 歌曲                          | 收錄專輯(發行日期)                                                  | 創作部份       |
| 여리고 착해서 (脆弱又善良)    | 南英珠《여리고 착해서》(2014/09/30)                                 | 作詞 作曲 監製 |
| 착한안전습관 (良好的安全習慣) | AOA《안전 습관 캠페인송(安全習慣主題曲)》(2014/10/31)               | 作詞 作曲      |
| 하늘빛 코트                   | 為綜藝節目《我們結婚了》創作的紀念歌曲 (2015/08/29) *未正式發行音源 | 作詞 作曲      |
| 잔을 채우고 (填滿酒杯)        | Ailee 專輯《VIVID》(2015/09/30)                                     | 作詞 作曲 編曲 |

## 音樂作品
所屬樂團之共同參與，請參閱 CNBLUE

### 日本正規專輯
| 專輯 # | 專輯資料                                                           | 曲目 |
| ------ | ------------------------------------------------------------------ | --- |
| 1st    | 首張專輯《SPARKLING NIGHT》 - 發行日期：2016年7月27日 - 語言：日語 | 曲目 1. SHINE DROP 2. Pina Colada 3. Moonlight Swing 4. Smile 5. I just need a... 6. I LOVE YOU 7. Nothing 8. Hate you 9. Call Me 10. Show Me More                   |
| 2nd    | 第二張專輯《METROPOLIS》 - 發行日期：2018年1月24日 - 語言：日語    | 曲目 1. Intro 2. Starry Places 3. HEAD TRIP 4. SHINE 5. ひかりのまちで（Acoustic Version） 6. Cry to Happy 7. Time Machine 8. Killing Me Softly 9. Still In My Heart |

### 其他歌曲
| 歌曲                 | 收錄專輯(發行日期)                                                                                       | 備註 |
| High Fly (展翅高飛)  | 《木吉他：20歲之歌Acoustic》數位OST Part.2 (2010/10/07) 《木吉他：20歲之歌Acoustic》實體OST (2010/10/27) | 與姜敏赫合唱 |
| 내 사랑아 (我的愛)   | 《紳士的品格》數位OST Part.5 (2012/07/08) 《紳士的品格》實體OST 2 (2012/07/27)                           | * Gaon Chart週榜最高排名第4位 (2012/07/08~2012/07/14) * 2012年Gaon Chart音源年榜第15位 * 2012年Billboard韓國K-POP单曲年榜Top 100第6位 |
| 사실은 말야 (其實… ) | Melody Day Collaboration Project (2014/08/14)                                                            | 與Melody Day (band)合唱 |

### DVD
| DVD # | DVD資料 | 收錄內容 |
| 1st   | 《1st Solo Concert in Japan ～Welcome to SPARKLING NIGHT～Live at Tokyo International Forum》 - 發行日期：2016年12月7日 - 語言：日語 | 2016年8月18日東京場影像 通常盤DVD／Blu-ray - 【收錄曲】 1. Moonlight Swing 2. These days 3. Lucid dream 4. Call Me 5. Hate you 6. I just need a... 7. Blind Love 8. Smile 9. IRONY 10. Pina Colada 11. Foxy 12. Show Me More 13. I LOVE YOU 14. Nothing 15. kimio 16. voice 17. SHINE DROP 18. Starlit Night 19. a.ri.ga.tou. - 【特典影像】 1. SPECIAL FEATURE →全公演後台花絮 + (專輯)發行紀念活動影像 2. Q&A INTERVIEW →歌迷直接向宗泫提出問題的環節 BOICE盤DVD／Blu-ray - 【收錄曲】 1. Moonlight Swing 2. These days 3. Lucid dream 4. Call Me 5. Hate you 6. I just need a... 7. Blind Love 8. Smile 9. IRONY 10. Pina Colada 11. Foxy 12. Show Me More 13. I LOVE YOU 14. Nothing 15. kimio 16. voice 17. SHINE DROP 18. Starlit Night 19. a.ri.ga.tou. - 【特典影像】 1. SPECIAL FEATURE →全公演後台花絮 + (專輯)發行紀念活動影像 2. FAN MEETING精華 →「1st FAN MEETING IN JAPAN ～Burning STUDIO II～」BOICE特別編集版(預定收錄6曲) |

## 參與MV
| 日期          | 歌曲                      | 歌手    |
| 2014年6月17日 | Mr.애매모호 (Mr.曖昧模糊) | Mamamoo |

## 粉絲見面會
- LEE JONG HYUN From CNBLUE 1st FAN MEETING IN JAPAN～Burning STUDIO Ⅱ～

| 日期                | 站次 | 舉行地點     | 備註 |
| 2015年8月2日(1回目) | 東京 | 東京國際論壇 | 演唱曲目 1. IRONY 2. Blind Love 3. I Love You (韓文版) 4. 桜色舞うころ 5. Starlit Night 6. Voice (Encore)                        |
| 2015年8月2日(2回目) | 東京 | 東京國際論壇 | 演唱曲目 1. IRONY 2. Blind Love 3. I Love You (韓文版) 4. 桜色舞うころ 5. Starlit Night 6. Voice (Encore) 7. Blind Love (Encore) |

- [2015, Day Project!] HAPPY JONGHYUN DAY!

| 日期          | 站次   | 舉行地點        |
| 2015年8月16日 | 首爾站 | 三成洞BEAR-HALL |

- CNBLUE Special Fanmeeting < BOICE Café : LJH Café >

| 日期          | 站次   | 舉行地點                      |
| 2018年5月13日 | 首爾站 | 祥明大學祥明藝術中心 溪堂HALL |

- 2018 LEE JONG HYUN & LEE JUNG SHIN 1ST FANMEETING ‘J VS J’ IN BANGKOK

| 日期          | 站次   | 舉行地點                        |
| 2018年5月27日 | 曼谷站 | BCC Hall, Central Plaza Ladprao |

- 2018 Lotte Hotel Lee Jong Hyun Last Special Fan Meeting in Busan

| 日期             | 站次   | 舉行地點    |
| 2018年7月27-29日 | 釜山站 | Lotte Hotel |

## 個人演唱會
- LEE JONG HYUN 1st Solo Concert in Japan ～Welcome to SPARKLING NIGHT～

| 日期               | 演唱會站次 | 舉行地點           |
| 2016年8月9日-10日  | 大阪站     | 大阪府立國際會議場 |
| 2016年8月13日      | 愛知站     | 名古屋國際會議場   |
| 2016年8月17日-18日 | 東京站     | 東京國際論壇 A廳   |

- LEE JONG HYUN 1st Solo Concert in Japan Encore Live ～Welcome to SPARKLING NIGHT～

| 日期           | 演唱會站次 | 舉行地點         |
| 2016年12月25日 | 東京站     | 東京國際論壇 A廳 |

- LEE JONG HYUN Solo Concert in Japan ーMETROPOLISー

| 日期               | 演唱會站次 | 舉行地點                |
| 2018年2月1日-2日   | 神奈川站   | Pacifico 橫濱國立大Hall |
| 2018年2月12日-13日 | 大阪站     | 大阪府立國際會議場      |
| 2018年6月7日-8日   | 神戶站     | 神戶國際會館            |
| 2018年6月14日-15日 | 神奈川站   | Pacifico 橫濱國立大Hall |

## 商演
- MOKO新世紀廣場【紅星倒數迎雞年】

| 日期          | 站次 | 舉行地點                   |
| 2017年1月27日 | 香港 | MOKO新世紀廣場 MTR樓層中庭 |

## 雜誌
所屬樂團之共同雜誌拍攝，請參閱 CNBLUE
| 日期       | 雜誌               |
| 2017年10月 | 《GRAZIA》         |
| 2016年8月  | 《韓流ぴあ》       |
| 2016年7月  | 《クロワッサン》   |
| 2016年7月  | 《haru*hana》      |
| 2016年7月  | 《Hanako》         |
| 2016年7月  | 《steady.》        |
| 2015年10月 | 《COSMOPOLITAN》   |
| 2015年6月  | 《CeCi》           |
| 2015年5月  | 《InStyle》        |
| 2014年9月  | 《CeCi》           |
| 2014年9月  | 《VOGUE》          |
| 2014年1月  | 《Marie Claire》   |
| 2013年12月 | 《 ARENA HOMME+ 》 |
| 2013年1月  | 《Marie Claire》   |
| 2012年8月  | 《Vogue Girl》     |
| 2012年7月  | 《ELLE Girl》      |

## 獲獎與提名
所屬樂團之共同獎項，請參閱 CNBLUE
| 年度 | 大獎                                 | 獎項         | 提名作品                               | 結果 |
| ---- | ------------------------------------ | ------------ | -------------------------------------- | ---- |
| 2012 | 第五屆 韓國電視劇獎                  | 最佳OST      | 내 사랑아 (我的愛) (《紳士的品格》OST) | 提名 |
| 2012 | 第14屆 Mnet Asian Music Award (MAMA) | 最佳OST      | 내 사랑아 (我的愛) (《紳士的品格》OST) | 提名 |
| 2012 | 第4屆 MelOn Music Awards (MMA)       | 最佳OST      | 내 사랑아 (我的愛) (《紳士的品格》OST) | 提名 |
| 2012 | 第4屆 MelOn Music Awards (MMA)       | 年度最佳歌曲 | 내 사랑아 (我的愛) (《紳士的品格》OST) | 提名 |
| 2012 | 第19屆 SBS演技大賞                   | 新星獎       | 《紳士的品格》                         | 獲獎 |
| 2013 | 第22屆 首爾歌謠大賞                  | OST獎        | 내 사랑아 (我的愛) (《紳士的品格》OST) | 獲獎 |

## 外部連結
- 李宗泫的X（前Twitter）（英文）
- 李宗泫的新浪微博（中文）
- 李宗泫的Instagram帳戶
- CNBLUE 韓國官方網站 （页面存档备份，存于）
- CNBLUE 官方twitter （页面存档备份，存于）
- （日語）CNBLUE 日本官方網站